# Olympische Sommerspiele 1980/Kanu – Einer-Canadier 500 m (Männer)
Die Wettkämpfe im Einer-Canadier über 500 Meter bei den Olympischen Sommerspielen 1980 wurden vom  30. Juli bis 1. August auf dem Ruderkanal Krylatskoje ausgetragen.
Es wurden zwei Vorläufe, ein Halbfinale und ein Finale ausgetragen.
Olympiasieger wurde der amtierende Weltmeister Serhij Postrjechin aus der Sowjetunion.

## Ergebnisse

### Vorläufe
Die jeweils ersten drei Boote qualifizierten sich direkt für das Finale, die restlichen Boote für das Halbfinale.

#### Vorlauf 1
| Rang | Athleten           | Nation      | Zeit        |
| ---- | ------------------ | ----------- | ----------- |
| 1    | Serhij Postrjechin | Sowjetunion | 1:54,13 min |
| 2    | Lipat Varabiev     | Rumänien    | 1:55,74 min |
| 3    | Tamás Wichmann     | Ungarn      | 1:56,15 min |
| 4    | Timo Grönlund      | Finnland    | 1:56,49 min |
| 5    | Thomas Falk        | Schweden    | 1:59,07 min |
| 6    | Matija Ljubek      | Jugoslawien | 2:01,20 min |

#### Vorlauf 2
| Rang | Athleten             | Nation           | Zeit        |
| ---- | -------------------- | ---------------- | ----------- |
| 1    | Ljubomir Ljubenow    | Bulgarien        | 1:54,31 min |
| 2    | Olaf Heukrodt        | DDR              | 1:55,37 min |
| 3    | Marek Łbik           | Polen            | 1:55,60 min |
| 4    | Radomír Blažík       | Tschechoslowakei | 1:56,41 min |
| 5    | William Reichenstein | Großbritannien   | 2:09,37 min |
| —    | Franck Lambert       | Frankreich       | DNS         |

### Halbfinallauf
Die ersten drei Boote des Halbfinals erreichten das Finale.
| Rang | Athleten             | Nation           | Zeit        |
| ---- | -------------------- | ---------------- | ----------- |
| 1    | Radomír Blažík       | Tschechoslowakei | 1:56,51 min |
| 2    | Timo Grönlund        | Finnland         | 1:57,92 min |
| 3    | Matija Ljubek        | Jugoslawien      | 1:58,25 min |
| 4    | Thomas Falk          | Schweden         | 1:59,94 min |
| 5    | William Reichenstein | Großbritannien   | 2:09,86 min |

### Finale
| Rang | Athleten           | Nation           | Zeit        |
| ---- | ------------------ | ---------------- | ----------- |
| 1    | Serhij Postrjechin | Sowjetunion      | 1:53,37 min |
| 2    | Ljubomir Ljubenow  | Bulgarien        | 1:53,49 min |
| 3    | Olaf Heukrodt      | DDR              | 1:54,38 min |
| 4    | Tamás Wichmann     | Ungarn           | 1:54,58 min |
| 5    | Marek Łbik         | Polen            | 1:55,90 min |
| 6    | Timo Grönlund      | Finnland         | 1:55,94 min |
| 7    | Lipat Varabiev     | Rumänien         | 1:56,80 min |
| 8    | Radomír Blažík     | Tschechoslowakei | 1:56,83 min |
| 9    | Matija Ljubek      | Jugoslawien      | 2:03,43 min |

## Weblink
- Ergebnisse